# Dolichoderus lamellosus
Dolichoderus lamellosus es una especie de hormiga del género Dolichoderus, subfamilia Dolichoderinae. Fue descrita científicamente por Mayr en 1870.
Se distribuye por Argentina, Bolivia, Brasil, Colombia, Costa Rica, Ecuador, Guayana Francesa, Guatemala, Guyana, Honduras, México, Nicaragua, Panamá, Paraguay, Surinam y Venezuela. Se ha encontrado a elevaciones de hasta 850 metros. Vive en microhábitats como nidos y troncos de árboles.